# لي زهين
لي زهين هو سياسي صيني، ولد في يوليو 1924، وتوفي في 7 أبريل 2018.